# 葉夫根·莫伊修克
葉夫根·格奥尔基耶維奇·莫伊修克（羅馬化：Yevhen Heorhiiovych Moisiuk；1979年10月7日—），烏克蘭軍官。他自2021年7月起擔任烏克蘭武裝部隊副總司令，曾經參與俄烏戰爭。

## 生平
莫伊修克在1979年10月7日出生於烏克蘭西部城市切爾諾夫策。2000年，他在敖德薩軍事學院畢業。
2000年至2004年，莫伊修克在第25空降旅指揮一個排，後來又指揮一個連。2004年至2005年，他作為烏克蘭特遣隊成員在伊拉克服役。2008年至2009年，他在北約駐科索沃維和部隊擔任負責人。

## 軍階
- 少將（2018年12月5日）[2]
- 中將（2019年12月5日）[3]